# People's Instinctive Travels and the Paths of Rhythm
People's Instinctive Travels and the Paths of Rhythm is het debuutalbum van de hiphopgroep A Tribe Called Quest, uitgebracht op 17 april 1990.
Drie nummers van het album zijn uitgebracht als single, namelijk: "Bonita Applebum", "Can I Kick It?" en "I Left My Wallet In El Segundo"

## Tracklist
1. Push It Along (7′41″)
2. Luck of Lucien (feat. Lucien Revolucien) (4′35″)
3. After Hours (4′38″)
4. Footprints (4′03″)
5. I Left My Wallet in El Segundo (4′08″)
6. Pubic Enemy (feat. DJ Red Alert) (3′48″)
7. Bonita Applebum (3′49″)
8. Can I Kick It? (4′13″)
9. Youthful Expression (4′56″)
10. Rhythm (Devoted to the Art of Moving Butts) (4′01″)
11. Mr. Muhammad (3′35″)
12. Ham 'N' Eggs (5′29″)
13. Go Ahead in the Rain (3′58″)
14. Description of a Fool (5′41″)